# Juana Bautista Solimani
Maria Antonia Felice Solimani (Génova, 12 de mayo de 1688-8 de abril de 1758), más conocida como Juana Bautista Solimani, fue una religiosa católica italiana, fundadora de la Congregación de las Eremitas de San Juan Bautista y de la Congregación de los Sacerdotes Seculares Misioneros de San Juan Bautista.

## Biografía
Maria Antonia Felice Solimani nació en el barrio Albaro de Génova, el 12 de mayo de 1688, en el seno de una familia numerosa de origen voltrese. Desde pequeña sintió la vocación a la vida religiosa. En 1730 fundó en Moneglia un monasterio, dedicado a San Juan Bautista, que dio origen a la Congregación de vida contemplativa de las Eremitas de San Juan Bautista. Con la ayuda de Domenico Francesco Olivieri, arcipreste de la parroquia de Moneglia dio forma jurídica al nuevo instituto. En 1744, la congregación fue aprobada por el papa Benedicto XIV.
Solimani se vio obligada a trasladar el monasterio a la ciudad de Génova, primero al barrio de Colle degli Angeli (1744) y luego a Sturla (1745). El 20 de abril de 1756 hace su profesión religiosa y es nombrada abadesa del monasterio, tomando el nombre de Juana Bautista. La fundadora murió en el monasterio de Sturla el 8 de abril de 1758.
Juana Bautista, con la colaboración de Olivieri, fundó además la Congregación de Sacerdotes Seculares Misioneros de San Juan Bautista. Aprobada por Benedicto XIV en 1755, decae más tarde y es suprimida a finales del siglo XVIII. Su proceso de canonización se halla incoado, por lo cual es considerada por la Iglesia católica una sierva de Dios. Sobre ella existe una biografía casi contemporánea (1787), escrita por Lorenzo Canepa.